# 京畿廣州站
京畿廣州站（：／ Gyeonggi Gwangju yeok */?）是京江線沿線的一座高架車站，位於韓國京畿道廣州市驛洞。由於韓文中「廣州」與「光州」的諺文及讀音均相同，為了避免和光州站混淆，因此在站名前加上「京畿」二字。

## 車站結構
站體為2面2線側式月台的高架車站，候車月台設有月台幕門，並有2處出口。

### 月台配置
| ↑ 三洞 |
| \| 下  |
| 草月 ↓ |

| 月台 | 路線              | 目的地               |
| ---- | ----------------- | -------------------- |
| 上行 | ●首都圈電鐵京江線 | 三洞、二梅、板橋方向 |
| 下行 | ●首都圈電鐵京江線 | 利川、夫鉢、驪州方向 |

## 歷史
- 2016年9月24日：落成啟用。

## 車站周邊
- 京安中學
- 廣州中學
- 廣州中央高校
- ICT理工大學（朝鲜语：ICT폴리텍대학）

## 圖片

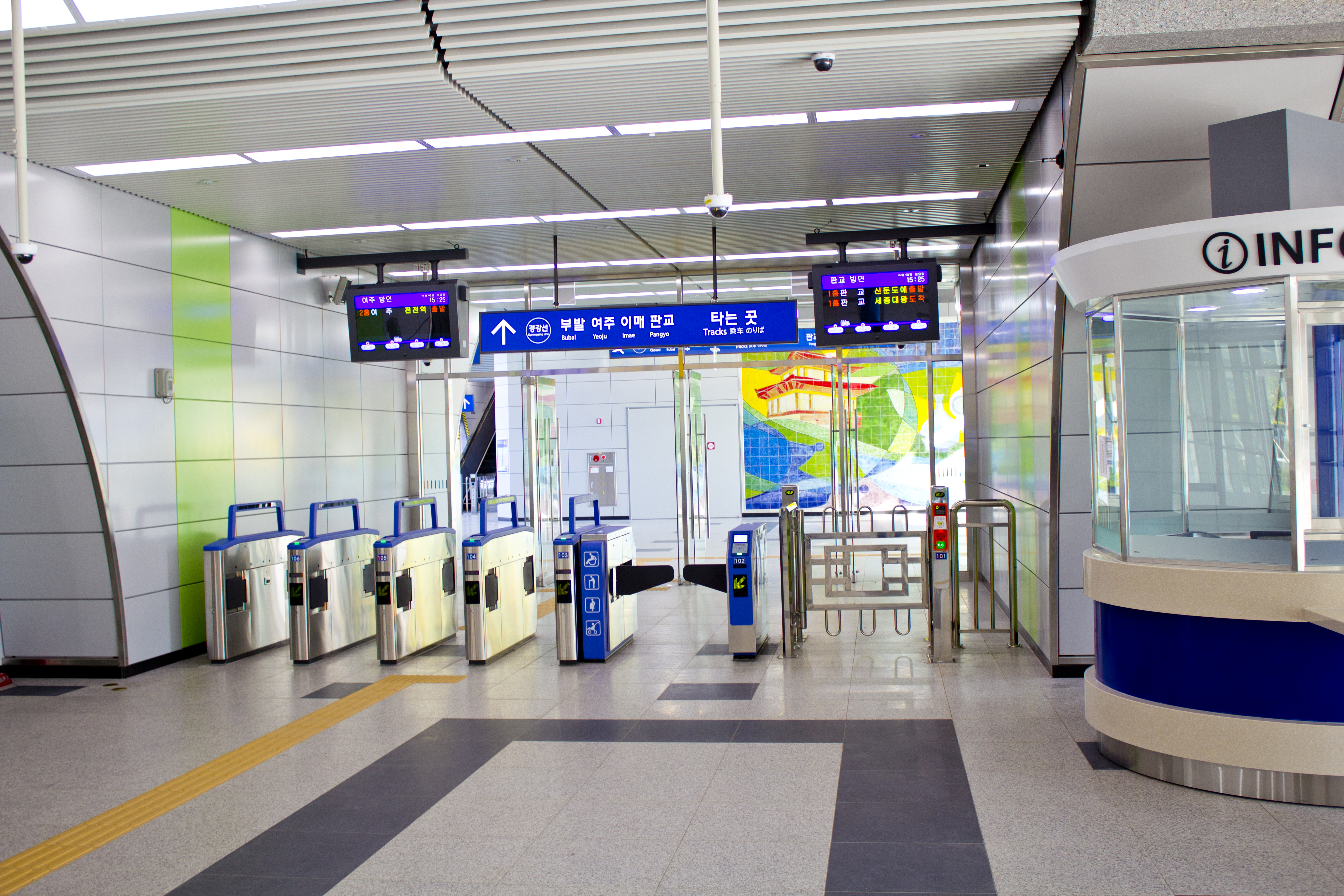
剪票閘口
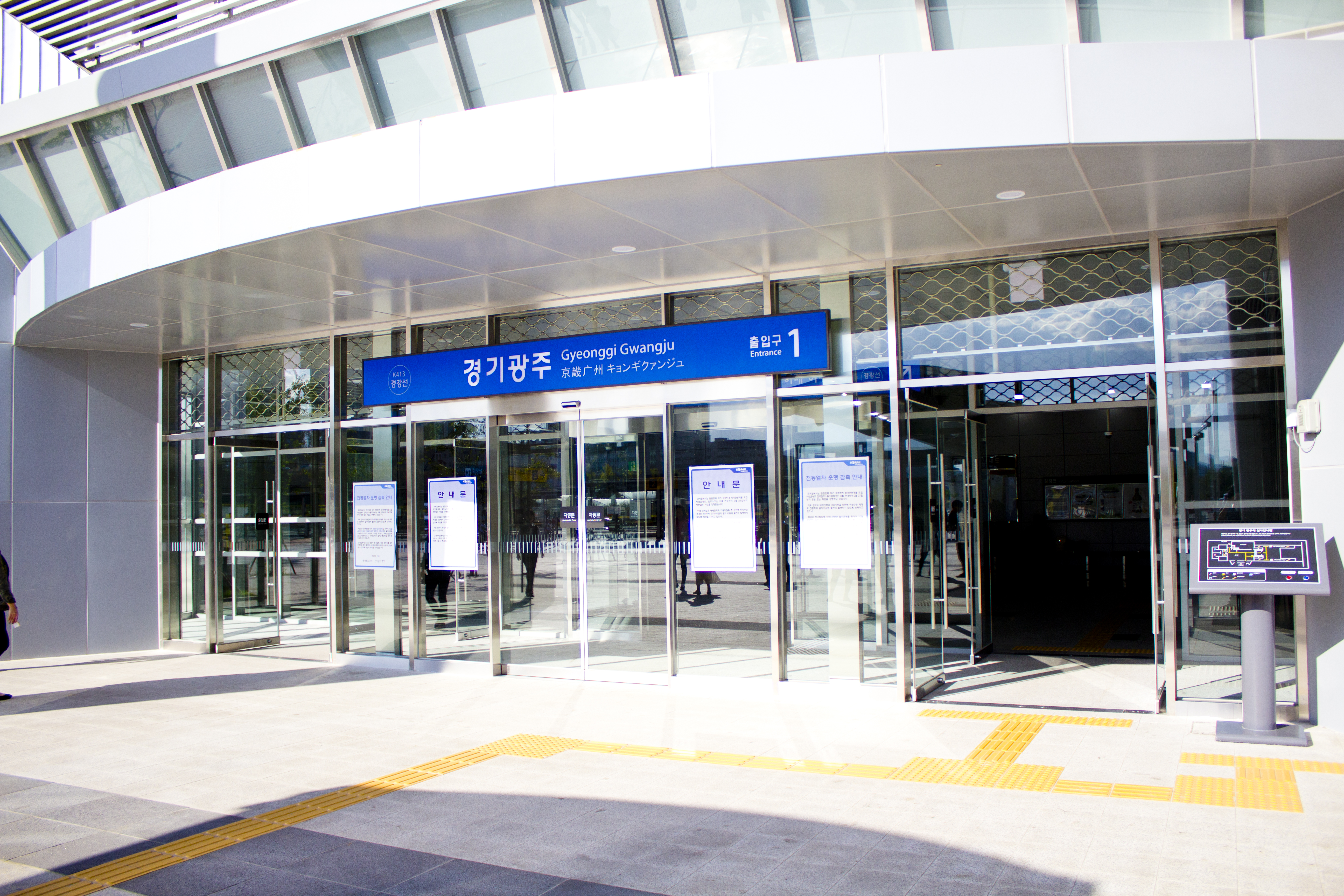
1號出口
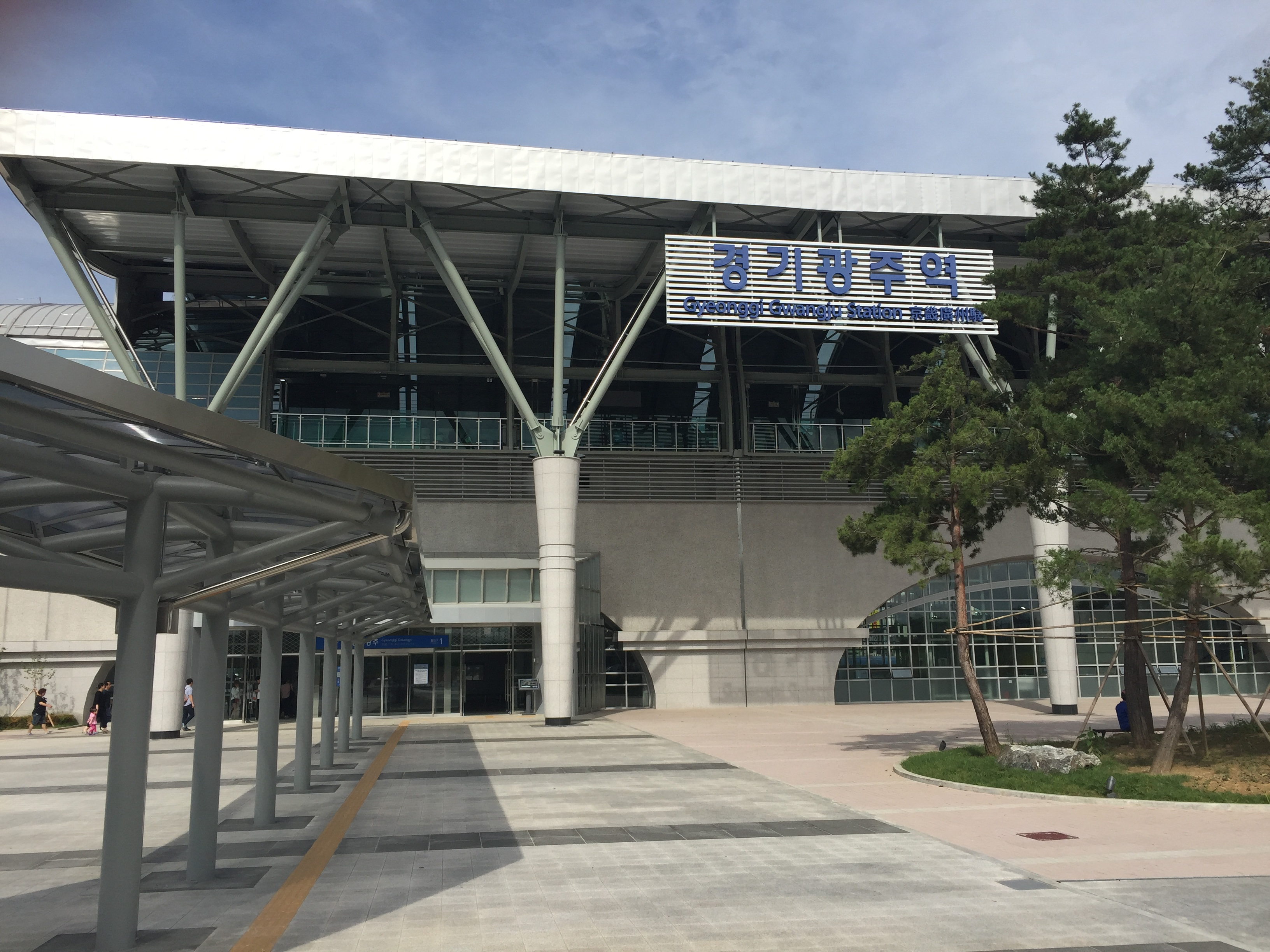
車站建築

## 相鄰車站
韓國鐵道公社
●首都圈電鐵京江線
三洞（K412）－京畿廣州（K413）－草月（K414）